# Aneilema somaliense
Aneilema somaliense är en himmelsblomsväxtart som beskrevs av Charles Baron Clarke. Aneilema somaliense ingår i släktet Aneilema och familjen himmelsblomsväxter. Inga underarter finns listade.